# Philadelphia
Philadelphia je najveći grad američke savezne države Pennsylvanije i šesti po broju stanovnika u SAD-u. Godine 2008. imao je 1.447.395 stanovnika, što je blagi pad u odnosu na 2000. godinu, kada je Philadelphia imala 1.517.550 stanovnika. Šire gradsko područje ima 5,8 milijuna žitelja.
Grad je u 18. stoljeću imao veću socijalnu i političku važnost čak i od Bostona i New Yorka. Prije američke nezavisnosti Philadelphija je bila drugi po veličini grad u Britanskom Carstvu (iza Londona). Nakon donošenja Ustava Sjedinjenih Američkih Država bila je i drugi glavni grad SAD-a (od 1790. do 1800.), nakon New Yorka i prije Washingtona.
Ime grada dolazi od grčkog Φιλαδέλφεια, u značenju „bratska ljubav”.
Američki političar i izumitelj Benjamin Franklin imao je veliku ulogu u usponu grada. Između ostalog, osnovao je i prvu bolnicu na teritoriju američkih kolonija. Američka deklaracija o neovisnosti i američki ustav izrađeni su i potpisani u Independence Hallu u Philadelphiji.
Područje grada zauzima 349,60 km², a šire gradsko područje 11.989 km². Oko 44,9% građana su crni, 43,9% bijeli (od čega 4,5% Meksikanci ili Latinosi), 5,7% Azijati te 0,3% Indijanci.

## Vanjske poveznice
- Službena stranica (engl.)
- Stranica Turističke zajednice (engl.)

### Ostali projekti
|  | Zajednički poslužitelj ima još gradiva o temi Philadelphia |